# Matriphagie
La matriphagie est une forme de cannibalisme où la mère est consommée par sa progéniture,. Ce comportement se manifeste généralement au cours des premières semaines de vie et a été documenté chez certaines espèces d'insectes, de vers nématodes, de pseudoscorpions et d'autres arachnides ainsi que chez les cécilies,,.

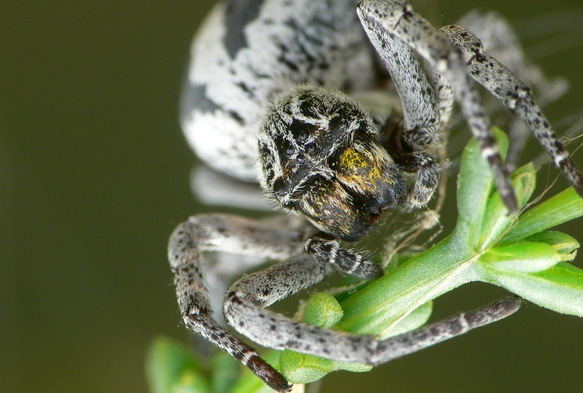
Stegodyphus lineatus, l'une des espèces matriphages les mieux décrites

Les spécificités de la matriphagie varient selon les espèces. C’est chez l'araignée Stegodyphus lineatus que le processus est le mieux décrit : la mère accumule des ressources nutritionnelles pour ses petits en consommant elle-même beaucoup de nourriture. Elle est capable d’en régurgiter de petites quantités pour sa progéniture en croissance, mais, entre une et deux semaines après l'éclosion, la progéniture profite du stock de nourriture représenté par leur mère en la mangeant vivante. En général, la progéniture se nourrit uniquement de sa mère biologique, et non des autres femelles de la population. Chez d'autres espèces d'arachnides (par ex. Amaurobius ferox et Australomisidia ergandros), la matriphagie survient après l'ingestion d'œufs nutritifs appelés œufs trophiques (en) et fait appel à différentes techniques pour tuer la mère, telles que le transfert de poison par morsure et succion pour provoquer une mort rapide (Amaurobius ferox) ou succion continue de l'hémolymphe, entraînant une mort plus progressive (Australomisidia ergandros). Le comportement est moins bien décrit, mais suit un schéma similaire, chez des espèces telles que le perce-oreille Anechura harmandi, les pseudoscorpions et les Cécilies.
Les araignées qui ont recours à la matriphagie produisent une progéniture dont la mue est plus rapide et survient plus tôt, dont la masse corporelle est plus grande au moment de la dispersion et dont le taux de survie est plus élevé. Chez certaines espèces, la progéniture matriphage réussit également mieux à capturer de grandes proies et présente un taux de survie plus élevé lors de la dispersion. Ces avantages pour la progéniture l'emportent sur le coût de la mort des mères et permettent la transmission de son matériel génétique à la génération suivante, perpétuant ainsi le comportement,,,.
La matriphagie est une forme extrême de soins parentaux, mais elle est étroitement liée aux soins prolongés chez Atrax robustus, à l'investissement parental chez les cécilies et à la gérontophagie chez les araignées sociales. Le caractère unique de ce phénomène a conduit à plusieurs analogies élargies dans la culture humaine et a contribué à la peur omniprésente des araignées dans la société,.

## Étymologie
Le mot matriphagie est formé de la racine latine matri- (« mère ») et de la racine grecque -phagie (-φαγια, « fait de se nourrir »).

## Description du comportement
La matriphagie consiste généralement en une progéniture consommant leur mère ; cependant, différentes espèces présentent différentes variations de ce comportement.

### Les araignées

#### Black lace-weaver:Amaurobius ferox

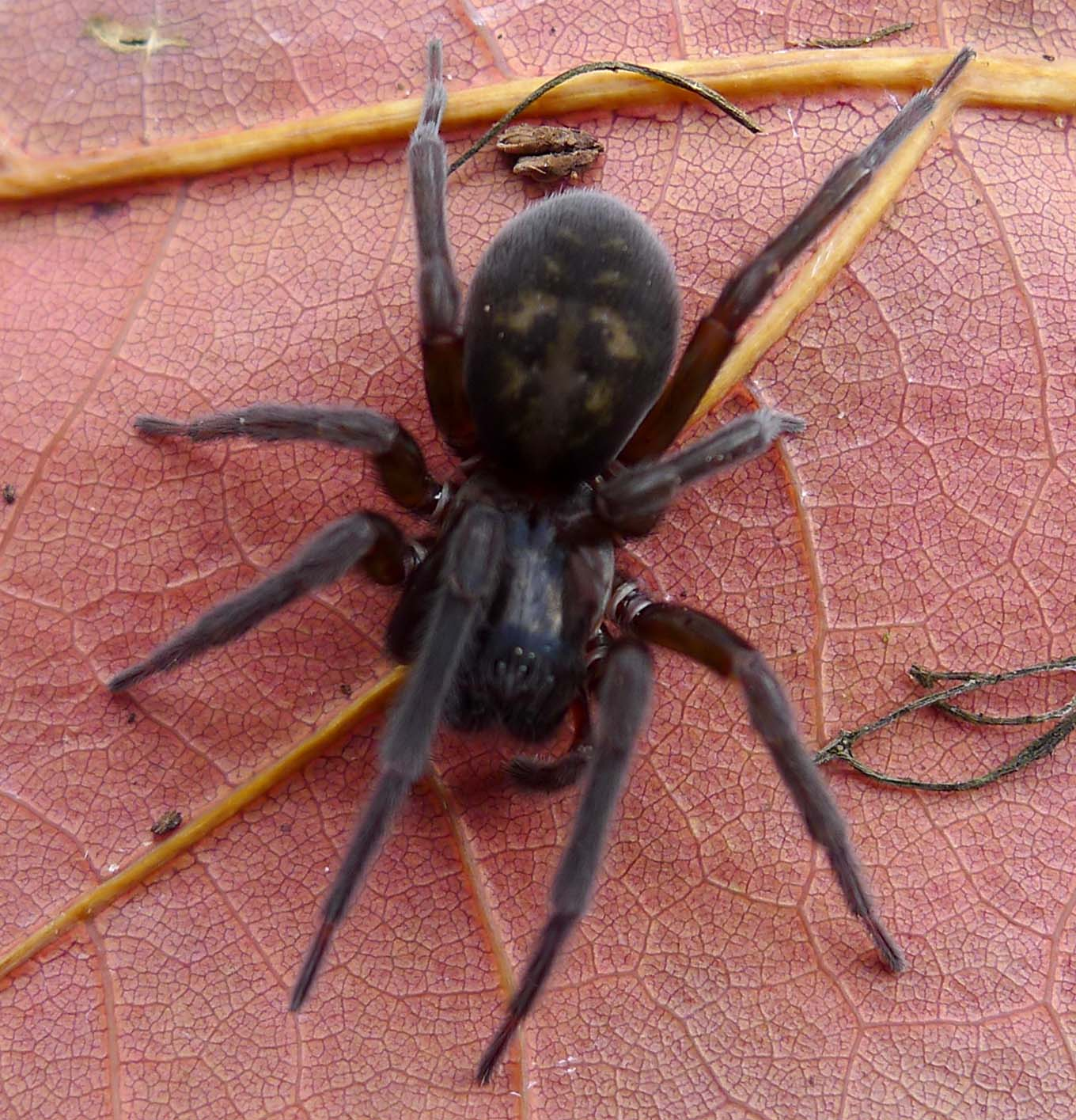
Cette femelle adulte (Amaurobius ferox) finira par être consommée par ses petits.

Chez de nombreux Amaurobius ferox, la descendance ne consomme pas immédiatement leur mère. Un jour après la sortie de la progéniture des œufs, leur mère pond un ensemble d'œufs trophiques qui contiennent de la nourriture pour la progéniture. La matriphagie commence quelques jours plus tard lorsque la mère commence à communiquer avec sa progéniture par le biais de vibrations de la toile, de tambours et de sauts,,. Grâce à ces comportements, les petits sont capables de détecter quand et où ils peuvent consommer leur mère. Ils se déplacent vers elle et quelques araignées sautent sur son dos pour la consommer. En réponse, la mère saute et tambourine plus fréquemment pour éloigner sa progéniture d'elle, cependant, ils continuent sans relâche à essayer de la remonter sur le dos. Lorsque la mère se sent prête, elle colle son corps sur sa progéniture et leur permet de la consommer en se nourrissant de ses entrailles. En la consommant, ils libèrent aussi du poison dans son corps, provoquant une mort rapide. Le corps de la mère est ensuite conservé quelques semaines comme réserve nutritionnelle.
Il est intéressant de noter que la matriphagie chez cette espèce dépend du stade de développement auquel se trouve actuellement la progéniture. Si les petits, âgés de plus de quatre jours, sont donnés à une mère non apparentée, ils refusent de la consommer. Cependant, s'ils sont donnés plus jeunes à une mère non apparentée, ils la consomment facilement. De plus, si une mère perd sa progéniture, elle est capable de produire une autre couvée.

#### Araignée crabe:Australomisidia ergandros

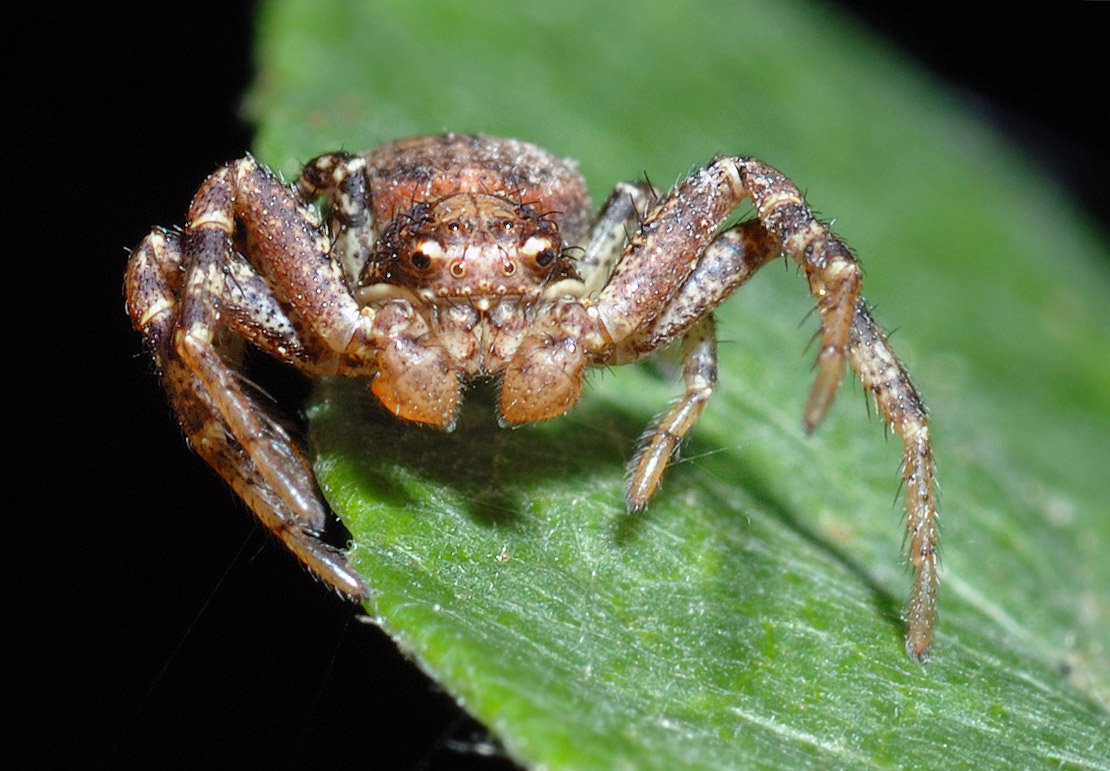
Araignée crabe, Australomisidia ergandros

Les mères d'une espèce australienne particulière d'araignée-crabe, Australomisidia ergandros (anciennement dans le genre Diaea), ne peuvent pondre qu'une seule couvée, contrairement à Amaurobius ferox. Ils investissent beaucoup de temps et d'énergie dans le stockage des nutriments et de la nourriture dans de gros ovocytes, appelés œuf trophique (en), similaires au Amaurobius ferox. Néanmoins, ces œufs trophiques sont trop gros pour quitter physiquement son corps. Une partie des nutriments des œufs trophiques sont liquéfiés en hémolymphe, qui peut être consommée par sa progéniture à travers les articulations des jambes de la mère. Elle rétrécit progressivement jusqu'à ce qu'elle devienne immobile et meurt,.
Chez cette espèce, il a été démontré que ce comportement peut contribuer à réduire le cannibalisme dans la fratrie.

#### Stegodyphus lineatus
Juste après l'éclosion, les nouveau-nés de l'araignée Stegodyphus lineatus dépendent uniquement de leur mère pour leur fournir de la nourriture et des nutriments. Pour ce faire, leur mère régurgite ses fluides corporels, qui contiennent un mélange de nutriments dont ils se nourrissent,.
Ce comportement commence pendant l'accouplement. L'accouplement provoque une augmentation de la production d'enzymes digestives par la mère pour mieux digérer sa proie. Par conséquent, elle est capable de conserver plus de nutriments pour que sa progéniture puisse en consommer plus tard. Les tissus de l'intestin moyen de la mère commencent à se dégrader lentement pendant la période d'incubation de ses œufs. Après l'éclosion de sa progéniture, elle régurgite de la nourriture pour qu'ils puissent se nourrir à l'aide de ses tissus de l'intestin moyen déjà liquéfiés. Pendant ce temps, les tissus de son intestin moyen continuent de se dégrader à l'état liquide afin maximiser la quantité de nutriments du corps de la mère que sa progéniture pourra obtenir. Au fur et à mesure que la décomposition se poursuit, des vacuoles nutritionnelles se forment dans son abdomen pour accumuler tous les nutriments. La consommation commence lorsque les petits percent son abdomen pour aspirer les vacuoles nutritionnelles. Après environ 2 à 3 heures, les fluides corporels de la mère sont complètement consommés et seul son exosquelette subsiste.
Cette espèce ne peut avoir qu'une seule couvée, ce qui pourrait expliquer pourquoi tant de temps et d'énergie sont consacrés à s'occuper de la progéniture. De plus, la matriphagie peut également survenir entre la progéniture et les mères qui ont récemment pondu des œufs sans lien de parenté.

### Perce-oreille

#### Anechura harmandi
Anechura harmandi est la seule espèce matriphage de perce-oreilles actuellement documentée. On a constaté que les mères de cette espèce particulière de perce-oreilles se reproduisaient à des températures plus froides. Ceci a principalement pour but d'éviter la prédation et de maximiser la survie de leur progéniture, car les femelles sont incapables de produire une deuxième couvée. En raison des températures froides, il n'y a assez de denrées alimentaires disponibles lors de l'éclosion de la progéniture, c'est pourquoi les petits finissent par consommer leur mère.

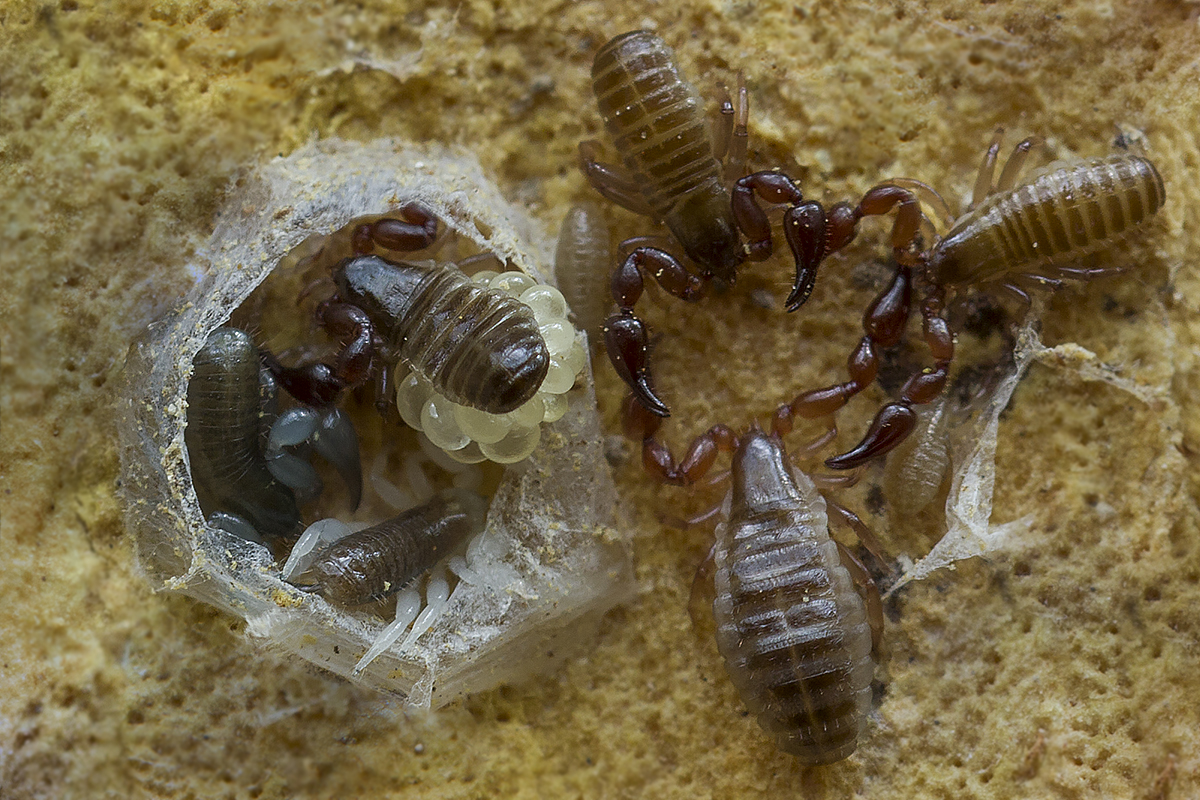
Un groupe de pseudoscorpions (Paratemnoides nidificator) adultes dont les femelles feront éventuellement l'objet de matriphagie

### Pseudoscorpions

#### Paratemnoides nidificator
La matriphagie chez cette espèce de pseudoscorpions est généralement observée pendant les périodes de pénurie alimentaire. Après l'éclosion de leur progéniture, les mères quittent leurs nids et attendent d'être consommées. Les petits suivent leur mère hors du nid où ils s'agrippent à ses pattes et se nourrissent par leurs articulations, comme dans le cas de Australomisidia ergandros.
Les femelles de cette espèce sont capables de produire plus d'une couvée si leur première n'a pas abouti.
On a constaté que la matriphagie chez cette espèce empêcherait également le cannibalisme entre frères et sœurs.

### Vertébrés

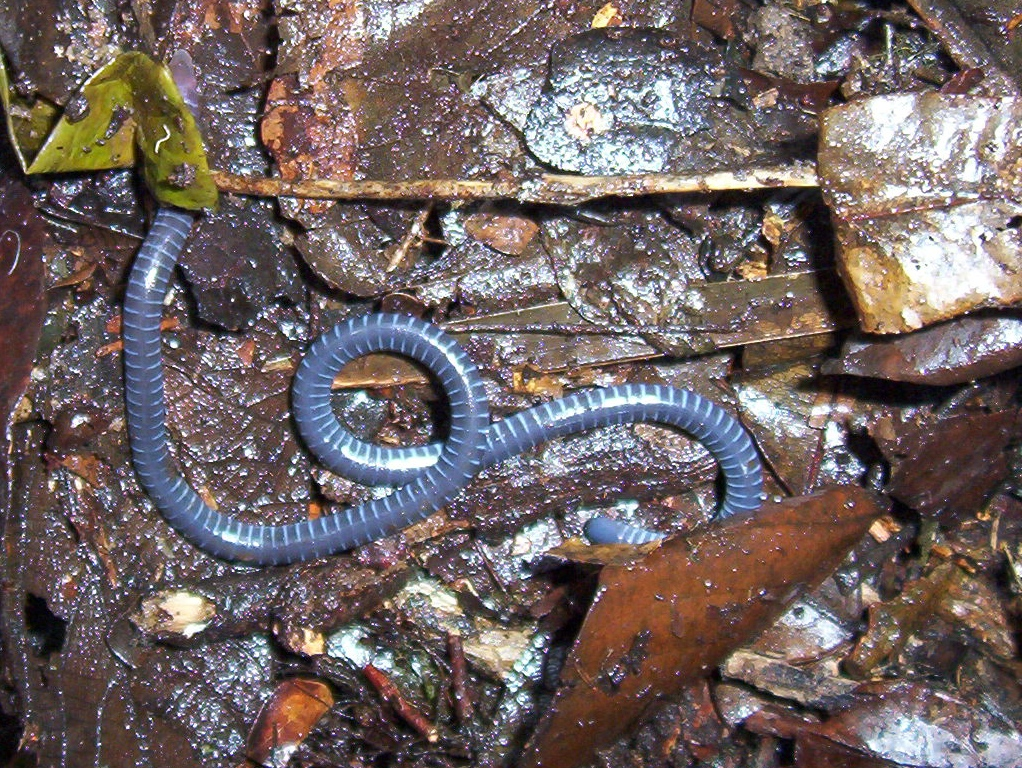
Boulengerula taitanus, une espèce de caeciliens connue pour sa matriphagie.

#### Caeciliens
Les caeciliens sont les seuls animaux vertébrés ayant des comportements matriphages bien documentés. Chez les céciliens vivipares, les jeunes consomment le revêtement de l'oviducte de la mère en le grattant avec leurs dents. Chez au moins deux espèces, Boulengerula taitana et Siphonops annulatus, les jeunes se nourrissent de la peau de la mère en l'arrachant avec leurs dents. La peau consumée se régénère ensuite en quelques jours. Étant donné que ni l'un ni l'autre n'est étroitement lié, soit ce comportement est plus courant qu'on ne l'observe actuellement, soit il a évolué indépendamment.

## Évolution
La valeur adaptative de la matriphagie repose sur les bénéfices apportés à la progéniture et les coûts supportés par la mère. Cette analyse fonctionnelle de la matriphagie permet de comprendre pourquoi cette forme de soins inhabituelle et extrême, a évolué et a été sélectionnée.

### Avantages pour la progéniture
- Consommer la mère est une source de nutrition importante pour la croissance et le développement[12].
- La masse corporelle et la longueur de l'opisthosome des araignées augmentent après la matriphagie. De plus, la masse corporelle a tendance à être plus élevée pour les araignées qui pratiquent la matriphagie comparé à celles qui ne le font pas[8],[12].
- La matriphagie fait avancer le temps de mue. La mue est la croissance d'un exosquelette plus grand et la perte de l'ancien. L'avancement du temps de mue signifie que les araignées sont capables de croître plus rapidement[12].
- Les jeunes araignées matriphages ont tendance à avoir des taux de survie et une forme physique significativement plus élevés que les descendants non matriphages lors de la dispersion[7],[12],[14].
- Les araignées matriphages chassent des proies plus grosses et montrent une consommation de proies beaucoup plus complète que les araignées non matriphages[12].
- La matriphagie améliore la socialité chez les araignées, principalement en réduisant le cannibalisme des frères et sœurs[9].

### Coûts pour la mère
Contrairement à d'autres formes plus douces de soins parentaux, la matriphagie se termine par la mort de la mère, le plus grave de tous les coûts. Alors pourquoi a-t-elle évolué ? Afin de répondre à cette question, il est important d'examiner les coûts pour la mère en termes de rendement reproducteur, de développement des sacs d'œufs et de nombre de jeunes élevés (c'est-à-dire es-ce que la progéniture a plus de succès si la mère échappe à la matriphagie et se reproduit à nouveau ou si elle s'engage dans matriphagie et ne produit qu'une seule couvée ?).
- Chez les Amaurobius ferox, environ 80% des femelles séparées avant la matriphagie produisent des sacs d'œufs secondaires et seulement environ 40% d'entre eux se développent complètement (comparé au développement > 90% des sacs d'œufs dans la première couvée)[12].
- De plus, le nombre de jeunes araignées dans la deuxième couvée a tendance à être significativement inférieur à celui de la première couvée. Ces individus sont également plus petits que les araignées de la première couvée[12].
- Les femelles qui pondent successivement deux sacs d'œufs ont une production attendue de progéniture plus faible que les femelles victimes de matriphagie et ne produisent qu'une seule couvée[12].

### Résumé
En conclusion, la progéniture qui s'engage dans la matriphagie profite davantage que celle qui ne s'engage pas dans ce comportement. De plus, la progéniture des femelles qui échappent à la matriphagie pour pondre une deuxième couvée est nettement moins performante que celle qui a mangé sa mère. Par conséquent, l'amélioration de la condition physique de la mère explique l'évolution de cette forme inhabituelle et extrême de parentage.

## Formes de soins parentaux similaires à la matriphagie
La matriphagie est l'une des formes de soins parentaux les plus extrêmes observées dans le règne animal. Cependant, chez certaines espèces telles que l'araignée à toile d'entonnoir Coelotes terrestris, la matriphagie n'est observée que dans certaines conditions et la protection maternelle étendue est la principale méthode par laquelle la progéniture reçoit des soins. Chez d'autres organismes tels que l'araignée sociale africaine, Stegodyphus mimosarum et les amphibiens caeciliens, un comportement parental étroitement lié par sa forme et sa fonction à la matriphagie est utilisé.

### Soins prolongés chez une araignée à toile d'entonnoir:Coelotesterrestris
L'araignée « sociale maternelle », Coelotes terrestris (araignée à toile d'entonnoir) utilise des soins maternels étendus comme modèle de reproduction pour sa progéniture. Lors de la ponte du sac d'œufs, une mère de C. terrestris monte la garde et incube le sac pendant 3 à 4 semaines. Elle reste avec ses petits depuis leur émergence jusqu'à leur dispersion environ 5 à 6 semaines plus tard. Au cours du développement de la progéniture, les mères fourniront aux araignées des proies en fonction de leur niveau de grégarité.

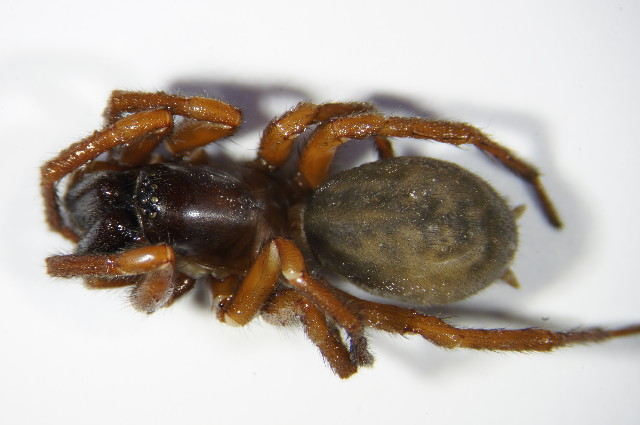
Image d'une araignée en entonnoir (Coelotes terrestris)

Protéger les sacs d'œufs de la prédation et des parasites offre un rapport avantages-coûts élevé pour les mères. La valeur sélective de la mère est fortement corrélée à l'état de développement de la progéniture — une mère en meilleure condition produit des petits plus gros qui survivent mieux à la prédation. La présence de la mère protège également la progéniture des parasites. De plus, la mère peut continuer à se nourrir tout en gardant sa progéniture sans perte de poids, ce qui lui permet de collecter suffisamment de nourriture pour elle-même et sa progéniture.
Dans l'ensemble, les coûts de protection du sac d'œufs sont faibles. Lors de la séparation des sacs d'œufs, 90% des femelles ont l'énergie nécessaire pour pondre de nouveaux sacs, bien que cela induise une perte de temps de plusieurs semaines qui pourrait potentiellement affecter le succès reproductif.
Dans des conditions expérimentales, des coûts supplémentaires sont apparus si les soins maternels n'étaient pas fournis, les sacs d'œufs se desséchant et développant des moisissures, illustrant ainsi que les soins maternels sont essentiels à la survie. Des couvées expérimentales privées de nourriture et élevées par la mère ont provoqué une matriphagie, où 77% des descendants ont consommé leur mère à la naissance. Cela suggère que la matriphagie peut exister dans des conditions de nutriments limités, mais les coûts l'emportent généralement sur les avantages lorsque les mères ont un accès suffisant aux ressources alimentaires.

### Investissement parental par alimentation cutanée chez les amphibiens Céciliens
Les amphibiens céciliens ressemblent à des vers et les mères ont d'épaisses couches épithéliales de peau. La peau d'une mère caecilienne est utilisée pour une forme de transfert de nutriments parent-enfant.

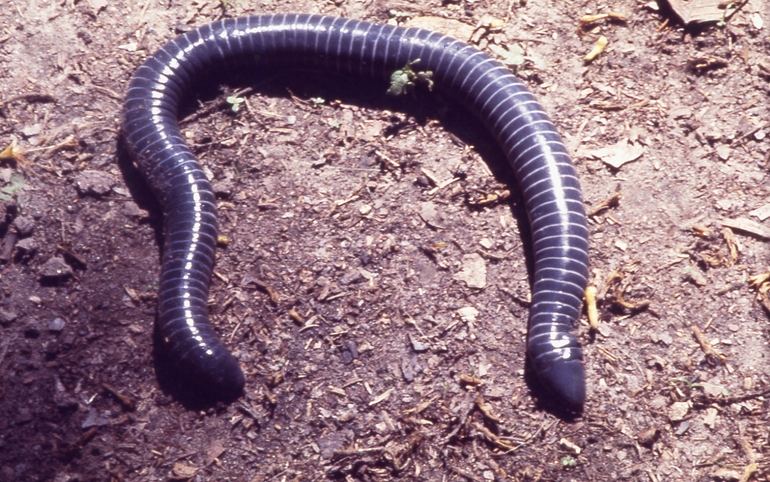
Le caecilian bagué (Siphonops annulatus) est un exemple de caecilian ovipare qui fait preuve d'investissement parental en se nourrissant de la muqueuse de l'oviducte.

Le cécilien africain du Taita (Boulengerula taitana) est un cécilien ovipare (qui pond des oeufs) et dont la peau se transforme chez femelles couveuses pour fournir des nutriments à la progéniture en croissance. Les descendants naissent avec une dentition spécifique qu'ils peuvent utiliser pour plus tard peler et manger l'épiderme externe de la peau de leur mère. Les jeunes se déplacent autour du corps de leur mère, utilisant leurs mâchoires inférieures pour soulever et peler la peau de la mère tout en appuyant vigoureusement leur tête contre son abdomen. Pour compenser, l'épiderme des femelles couveuses peut être jusqu'à deux fois épais que celui des femelles non couveuses.
Les céciliens vivipares (qui se développent dans la mère) ont une dentition fœtale spécialisée qui peut être utilisée pour gratter les sécrétions riches en lipides et tissus cellulaires de la muqueuse de l'oviducte maternel. Le cécilien bagué Siphonops annulatus, un cécilien ovipare, présente des caractéristiques similaires aux céciliens vivipares. Les mères ont un teint plus pâle que les femelles non reproductrice, ce qui suggère que la progéniture se nourrit de sécrétions glandulaires sur la peau de la mère, un processus qui ressemble à la lactation des mammifères. Cette méthode de grattage est différente des actions de pelage effectuées par les céciliens ovipares.
Pour les caeciliens ovipares et vivipares, un investissement retardé est un avantage commun. Fournir de la nutrition à travers la peau permet de rediriger les nutriments, ce qui donne une progéniture moins nombreuse et de taille plus grande que les céciliens qui ne fournissent à leur progéniture que les nutriments du lécithocèle. Plutôt que de se sacrifier et de servir uniquement à l'alimentation de la progéniture, les mères caeciliennes complètent la croissance de leur progéniture ; elles fournissent suffisamment de nutriments à la progéniture pour survivre, mais pas au prix de leur propre vie.

### Gérontophagie chez les araignées sociales, genreStegodyphus

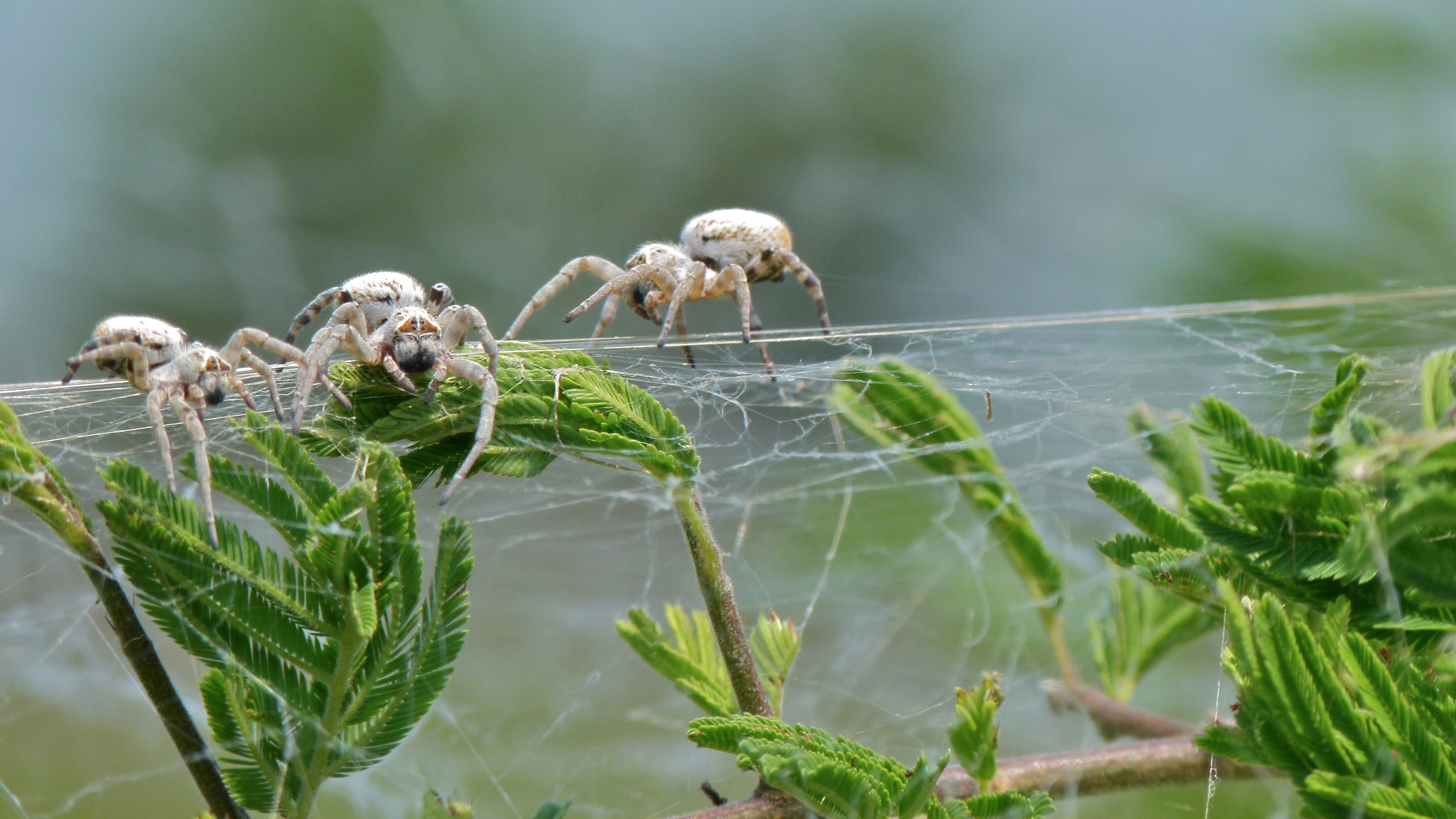
Un exemple d'araignées sociales (Stegodyphus dumicola) qui participent à la gérontophagie en guise de soins parentaux.

Les mères Stegodyphus liquéfient leurs organes internes et leurs tissus maternels en dépôts alimentaires. L'araignée sociale africaine Stegodyphus mimosarum et l'araignée sociale africaine Stegodyphus dumicola sont deux espèces d'araignées sociales qui mangent leurs mères et d'autres femelles adultes, ce qui est unique car les araignées sociales n'ont pas tendance à présenter des traits cannibales dans leurs cycles de vie. Chez ces araignées spécifiques, les femelles décédées sont souvent ratatinées avec un abdomen rétréci. La progéniture suce les nutriments principalement de la partie dorsale de l'abdomen de la femelle adulte, et elle peut encore être en vie pendant ce processus.
Ce comportement n'est pas tout à fait identique à celui de la matriphagie car les araignées Stegodyphus sont parfaitement tolérantes à l'égard des autres jeunes, des congénères sains et des membres d'autres espèces, ce qui suggère que le cannibalisme ordinaire est supprimé. À la place, les soins parentaux exposés sont connus sous le nom de « gérontophagie », ou « consommation d'individus âgés » (geron = personne âgée, phagie = se nourrir). La gérontophagie est l'acte final de soins pour la progéniture, et certaines progénitures se trouvent plus grandes que d'autres. Cela implique que certaines jeunes araignées sont déjà capables de se nourrir de proies par elles-mêmes et que la gérontophagie en tant que source de nutrition est complémentaire plutôt que nécessaire. Ainsi, il existe le « dilemme de parenté du cannibale », qui révèle une forme de sélection de parentèle chez les araignées sociales. Dans ce scénario, la sélection de la parenté devrait contrecarrer le cannibalisme des individus apparentés chez les araignées sociales, mais toute victime désignée devrait préférer être mangée par les proches parents disponibles.

## Signification culturelle
Bien que la matriphagie ne soit pas un terme très répandu dans la société, il existe des cas spécifiques où elle a été utilisée pour représenter ou symboliser des idées spécifiques. Par exemple, le Dr Luke Winslow de l'Université d'État de San Diego a créer le concept de « matriphagie rhétorique » en 2017 en lien avec les critiques de l'augmentation des offres d' enseignement supérieur en ligne. Dans cette analogie, l'enseignement supérieur assume le rôle de la mère, le néolibéralisme assume le rôle des nouveau-nés, et le discours de l'éducation en ligne assume le rôle des ressources symboliques de la mère, qui sont utilisées pour attirer les couvées et les conduire finalement à s'engager dans la matriphagie pour ces derniers. La théorie derrière l'existence de la matriphagie est similaire à celle de l'enseignement supérieur. La matriphagie est un mécanisme de survie loin d'être idéal en réponse à un environnement avec de mauvaises conditions et peu de ressources naturelles, mais elle persiste en raison de la survie garantie des gènes de la mère via ses nouveau-nés. De même, l'enseignement en ligne ne se considère pas au même niveau que les formes traditionnelles d'enseignement supérieur, mais offre à tous une chance égale d'accéder à un tel enseignement d'une manière rentable qui satisfasse la plupart des parties prenantes du processus.
Ceux qui ont été informés de la matriphagie peuvent être effrayés par un comportement naturel aussi étrange et bizarre, d'autant plus qu'il est principalement observé chez des organismes déjà craints. Ainsi, la matriphagie est souvent posée comme la perpétuation d'une peur de longue date des arachnides dans la société humaine.
En revanche, d'autres peuvent considérer la matriphagie comme un exemple majeur de pureté, car elle représente une forme instinctive d'altruisme. L'altruisme dans ce cas fait référence à une « action intentionnelle en fin de compte pour le bien-être d'autrui qui n'entraîne au moins la possibilité d'aucun avantage ou d'une perte pour l'acteur », et est un concept hautement popularisé et souhaitable dans de nombreuses cultures humaines. La matriphagie peut être vue comme un altruisme, dans la mesure où les mères participantes « sacrifient » leur survie pour le bien-être de leur progéniture. Bien que la participation à la matriphagie ne soit pas vraiment une action intentionnelle, les mères sont néanmoins motivées par des pressions de sélection naturelle basées sur l'aptitude de la progéniture à s'engager dans un tel comportement. Cela crée à son tour un cycle qui perpétue le comportement matriphage altruiste à travers les générations. Un tel exemple d'altruisme à un niveau purement biologique diffère grandement des normes humaines d'altruisme, qui sont entachées de vertus morales telles que la rationalité, la confiance et la réciprocité.

## Liste des espèces qui pratiquent la matriphagie

### Les araignées
- Agelena labyrinthica
- Amaurobius ferox [21]
- Cheiracanthium japonicum [22]
- Seothyra
- Stegodyphus lineatus [23]
- Stegodyphus sarasinorum

### Perce-oreilles
- Anechura harmandi

### Strepsipteres
Pseudoscorpions
- Paratemnoides nidificator

### Vertébrés
- Cécilien